# 綠蛋島
綠蛋島（英語：Green Egg Island），原來名稱為爛排，是香港西貢區清水灣郊野公園旁的一個無人島嶼，位於大嶺峒東北面海域，座標：北緯22°18′14″，東經114°18′40″。
有沙洲由清水灣郊野公園連接。

## 地質
綠蛋島由一億多年前的火山岩構成，近年來有遊人在此處進行各種水上活動，如游泳、浮潛及皮艇。

## 名稱
該島現時沒有正式官方名字。西貢漁民一路流傳下來的名稱為爛排，舊時的非官方地圖也曾經顯示爛排此名字。只是近年有遊人為此島另添名稱為綠蛋島，因見島嶼中央「蛋黃」的部分佈滿綠色植物，形狀似一隻荷包蛋。 早於2007年，有著作指爛排為該地區附近列島的一個總稱，不是指某一個單獨島嶼，而爛排南組礁石群最大的島嶼，即綠蛋島，為「三排」。

## 事件
2021年9月，一名男子在綠蛋島游泳時，碰上突如其來的惡劣天氣，男子被雷電劈中，送院後不治。
2022年7月，四名浮潛人士在綠蛋島遇上急流遇溺，期間一名43歲姓何男子昏迷，送院搶救後不治。